# Malik Kafur
Malik Kafur que portà els títols d'Izz al-Dawla, Tadj al-Din i Hazar Dinari, fou un general i visir del sultanat de Delhi. Era un eunuc del sultà de Delhi Ala al-Din Muhammad Shah I Khalji (1296-1316) i probablement d'origen maratha. Fou esclau d'un ismaïlita (khodja) de Cambay i fou fet presoner el 1299 quan el Gujarat fou conquerit per Nusart Khan, i enviat com esclau a Delhi sent entregat al sultà.
Era un noi de gran bellesa i que realitzava actes homosexuals que satisfeien plenament al sultà, que li va tenir una gran passió. Fou això segurament el que el va portar a ascendir posicions i al cap d'uns anys apareix esmentat com a cap militar. El 1305/1306 va derrotar a un exèrcit mongol dirigit per Kebek (Köpek) que envaïa el Panjab i el general invasor va morir en la lluita. Tenia llavors el títol de naib-i barbak, que era inferior al de naib-i sultan, però que el va fer ser anomenat Malik Naib o Naib Malik Kafur.
Fou comandant en cap de les expedicions de Delhi que van imposar el domini del sultanat al Dècan. En la primera d'aquesta expedicions (1306-1307) conquerir Devagiri el 24 de març de 1307 i va enviar un gran botí a Delhi i al raja Ramadeva (o Ramachandra) al que havia fet presoner.
En la segona expedició iniciada el 31 d'octubre de 1309 va assetjar al raja kakatya de Warangal, Pratap Ridradeva, al que va obligar a pagar tribut, retornant llavors a Delhi el 10 de juny de 1310.
Va sortint a la tercera expedició només quatre mesos després (el 9 d'octubre de 1310); va arribar a la capital del raja hoysala Vira Ballala III, la ciutat de Dhoramudra, i el sobirà es va sotmetre i va posar el seu exèrcit al servei de Kafur; l'exèrcit combinat va avançar cap al sud contra el regne dels Pandyes on es va fer un gran botí en or i elefants però no va aconseguir capturar al rei Vira Pandya. Va arribar fins a l'extrem sud de l'Índia. El seu campament, establert a Madura fou aixecat el 24 d'abril de 1311 i va retornar a Delhi on va entrar triomfalment el 18 d'octubre següent.
Tenia certa oposició a la cort i Kafur va demanar ser enviat altre cop al sud (1314) i es va dirigir a Devagiri on hi havia Singhana, fill de Ramadeva. Va fer la tasca prevista però fou cridat a Delhi perquè el sultà s'havia posat malalt (1315).
Va retornar a Delhi on coneixent les maquinacions en contra seva de la facció que se li oposava, dirigida per la segona dona del sultà Ala al-Din, de nom Mahru Malika-yi Djahan, el seu germà Alp Khan i el primer fill tingut per ella amb el sultà, Khidr Khan. De ben segur amb permís del sultà, va fer matar Alp Khan i va enviar a Mahru i a Khidr Khan a l'exili.
El sultà va morir el 3/4 de gener de 1316 i Kafur va imposar com a successor al seu fill Shihab al-Din Umar Khalji, de 6 anys, la mare del qual era Chitai, filla de Ramadeva de Devagiri. És possible fins i tot que Kafur es casés per motius polítics amb aquesta princesa. Els seus enemics van intentar eliminar-lo del poder però Kafur ca poder fer cegar a Khidr Khan i dos fills més del difunt sultà, però un quart fill, Mubarak, va poder fugir. Al febrer del 1316 quatre guàrdies de palau (paiks) el van assassinar. Poc després el sultà Umar fou apartat del poder i proclamat Mubarak amb el nom de Kutb al-Din Mubarak Shah I Khalji; aquest al pujar al tron va fer executar als assassins de Kafur.